# Софо Ніжарадзе
Софо Ніжарадзе (груз. სოფო ნიჟარაძე, 6 лютого 1986, Тбілісі) — грузинська співачка. Представниця Грузії на пісенному конкурсі Євробачення 2010 в Осло з піснею «Shine».

## Творча біографія

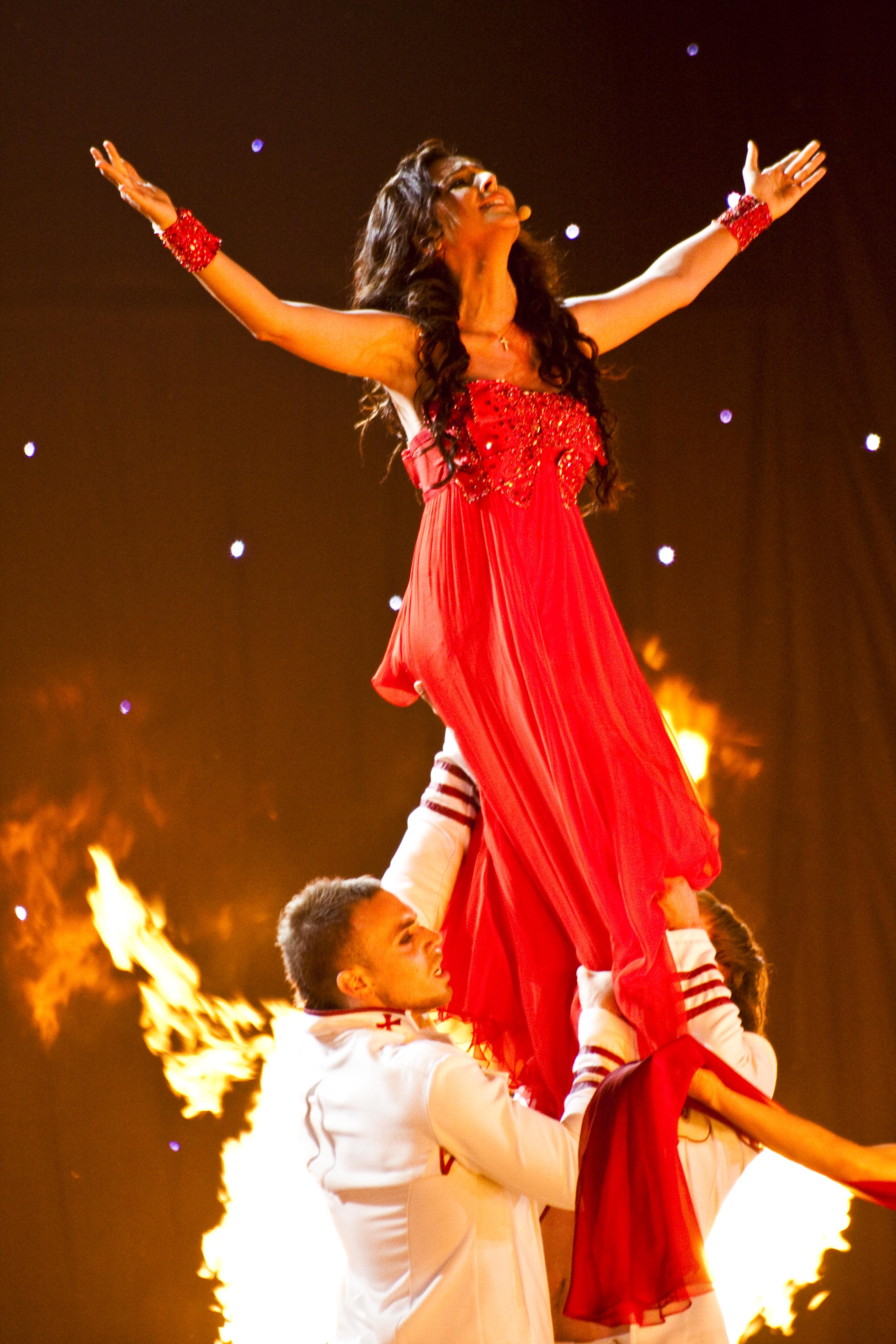
Софо Ніжарадзе, 2010 рік

Народилася 6 лютого 1986 року в Тбілісі. У рідному місті з відзнакою закінчила загальноосвітню школу. Займалася вокалом та вчилася грі на фортепіано в музичній школі при Тбіліській консерваторії. Одним із викладачів Софо був грузинський диригент та композитор Джансуг Кахідзе.
Співати й виступати на сцені почала в 3 роки. У віці 7 років разом зі співачкою Тамріко Чохонелідзе озвучила фільм «Що зробила колискова». Після успіху дуету дівчинку запросили стати солісткою дитячої студії, де вона виконувала провідні партії в спектаклях і телепроєктах.
Софо Ніжарадзе — лауреатка багатьох пісенних конкурсів. 1995 року стала лауреаткою міжнародного фестивалю «Кришталева ялина» в номінації «Найкращий вокал». 1996 року отримала спеціальний приз Першого грузинського фестивалю «Ліга» за пісню «Про тебе»; стала лауреаткою фестивалю «Браво-Бравісімо», Міні-Ла Скала (Італія). 1997 року брала участь у Міжнародному фестивалі «Кришталева нота», присвяченому 850-річчю Москви. 1999 року отримала диплом першого ступеня за найкращий вокал у межах ювілейних заходів «Пушкінські дні»; диплом тбіліської мерії за «Унікальні вокальні дані». У 1998—2001 роках — стипендіатка президента Грузії Едуарда Шеварднадзе. 2000 року отримала нагороду «Золота зірка» за найкращий вокал від кіностудії «Форте» та студії «Зоряні сходи». 2005 року Софо Ніжарадзе стала фіналісткою міжнародного конкурсу молодих виконавців попмузики «Нова хвиля» (Латвія, Юрмала).
Крім того Софо Ніжарадзе виконувала головні партії у постановках мюзиклів «Весілля сойок» (2003—2004), «Ромео і Джульєтта» (2004—2005), «Собор Паризької богоматері». 2001 року вона співала в дуеті з іспанським тенором Хосе Каррерасом.
2010 року за результатами національного відбору її обрали представницею Грузії на конкурсі Євробачення з піснею «Shine». Вийшла до фіналу, де посіла 9-те місце.

## Особисте життя
Має доньку Еліс-Марію, батьківство якої наприкінці 2021 року визнав Михайло Саакашвілі.
У 2014 році Михайло Саакашвілі придбав у Нью-Йорку квартиру вартістю 2 млн доларів для Софо Ніжарадзе.

## Дискографія
Альбоми
- My Dream
- Every Moment
- Where Are You...
- Leave Me Alone
- I'm Running Away
- Over and Over
- Leave Me Alone (rmx)
- Over and Over (rmx)